# Kobeljaky
Kobeljaky (ukrajinsky Кобеляки, rusky Кобеляки – Kobeljaki, polsky Kobielaki) jsou město v Poltavské oblasti na Ukrajině. K roku 2017 v nich žilo bezmála deset tisíc obyvatel.

## Poloha a doprava
Kobeljaky leží na pravém břehu Vorskly, levého přítoku Dněpru, do které se zde vlévá Velykyj Kobeljačok. Od Poltavy, správního střediska oblasti, jsou vzdáleny přibližně sedmdesát kilometrů jihozápadně.
Deset kilometrů severozápadně od města je železniční stanice na železniční trati Boršči–Charkiv.

## Dějiny
První písemná zmínka o městě je z roku 1620.

### Rodáci
- Alexandr Michajlovič Davydov (1872–1944), zpěvák
- Oleksij Hryhorovyč Ivachnenko (1913–2007), matematik